# Бремен (бронепалубен крайцер, 1903)
Бремен (на немски: SMS Bremen) е бронепалубен крайцер на Императорските военноморски сили от едноименния тип, главен кораб на проекта от седем крайцера. Построен е от фирмата AG Weser в град Бремен и носи неговото име. По-голямата част от службата си „Бремен“ провежда в източно-американската база, в т.ч. десетилетието, предшестващо Първата световна война. Крайцерът се връща в Германия през 1914 г. преди началото на войната. С началото ѝ „Бремен“ е приписан към флотата в Балтийско море, която действа против Русия. През август 1915 г. крайцерът участва в битката за Рижкия залив, макар и да няма значителна роля в сраженията. Четири месеца по-късно, на 17 декември, крайцерът се натъква на две руски мини и потъва, загиват 250 души от неговия екипаж.

## Описание
„Бремен“ е заложен по договор „L“, корпусът е заложен в имперската корабостроителница на компанията AG Weser в гр. Бремен през 1902 г., спуснат е на вода на 9 юли 1903 г., след което започват работите по достройката на кораба. На 19 май 1904 корабът влиза в състава на Хохзеефлоте. Има дължина от 111,1 m, ширина 13,3 m m, газене от 5,53 m, водоизместимост от 3797 t при пълно бойно натоварване. Двигателната установка се състои от две трицилиндрови парни машини и развива мощност от 10 хил. к.с. (6 KWt), корабът развива скорост от 22 възела (41 km/h). Парата за машините се образува в десет въглищни водотръбни котела „военноморски“ тип. Крайцерът носи 860 тона въглища, което подсигурява далечина на плаване от 4270 морски мили (7910 km) със скорост 12 възела (19 km/h). Екипажът на крайцера се състои от 14 офицера и 274 – 287 матроса.
Въоръжението на крайцера се състои от десет оръдия 105 mm SK L/40 в единични установки. Две от тях са разположени едно до друго отпред на бака, шест са в средната част на съда, три са всяка страна и два са едно до друго на кърмата. Оръдията имат прицелна далечина на стрелбата от 12 200 m. Общият им боекомплект е 1500 изстрела (150 снаряда на ствол). Също корабът носи два 450-mm торпедни апарати с общ боезапас пет торпеда. Апаратите са поставени в корпуса на съда по бордовете под водата. Корабът е защитен от бронирана палуба с дебелина до 80 mm. Дебелината на стените на рубката е 100 mm, оръдията са защитени от тънки щитове с дебелина 50 mm.

## История на службата
След влизането си в строй „Бремен“ служи в източно-американската база и често посещава САЩ. През април 1907 г. „Бремен“ и броненосният крайцер „Роон“ посещават джеймстоуновското изложение в САЩ, проведено в чест на годишнината от слизането на колонистите в залива Чесапийк на 26 април. Освен германската делегация, на изложението присъстват военни кораби на Великобритания, Япония, Австро-Унгария, Франция, Италия и други страни.
На борда на „Бремен“ служи Вилхелм Канарис, бъдещият адмирал и глава на абвера. Това е неговото първо назначение след военноморската академия. На борда на крайцера службата му започва на 2 ноември 1907 г. В края на 1908 г. „Бремен“ прави турне по Южна Америка, започнало с визита в Буенос Айрес през септември, след това в Рио де Жанейро. Обиколката продължава до февруари 1909 г., крайцерът посещава Коста Рика, Панама, Гватемала и Нидерландските Антили. През март „Бремен“ се връща в северния Атлантик и в следващите три месеца посещава американски пристанища.
През септември – октомври 1909 г. „Бремен“, бронепалубните крайцери „Виктория Луизе“ и „Херта“, лекият крайцер „Дрезден“ отплават за САЩ, за да представляват Германия на празника по случай 300-годишнината от откриването от Хъдсън на едноименната река и 100-годишнината от първото успешно търговско използване на Фултъновия параход. В началото на 1912 г. „Бремен“, линейният крайцер „Молтке“ и лекият крайцер „Щетин“ правят посещение на добра воля в САЩ. На 11 май 1912 г. корабите отплават от Кил и на 30 май пристигат в Хемптън Роудс, щата Вирджиния. Там се срещат с кораби на американския флот. Президентът на САЩ Уилям Тафт приветства германските кораби от борда на президентската яхта „Мейфлауер“. След двуседмично плаване по източното крайбрежие на САЩ корабите отплават за Германия и на 24 юни пристигат в Кил.
„Бремен“ остава в чужбина до 1914 г., след което се връща в Германия. След началото на Първата световна война, през юли 1914 г. той е приписан към балтийския флот. През август 1915 г. крайцерът участва в битката за Рижкия залив. „Бремен“ участва във второто настъпление на 16 август. „Бремен“ и крайцерите „Грауденц“, „Аугсбург“ и „Пилау“ ескортират дреднаутите „Нассау“ и „Позен“, които опитват да влязат в Рижкия залив. Германската флотилия на 19 август пробива през руската отбрана и се насочва към залива, но скоро отстъпва, опасявайки се от подводници на съюзниците и мини. На 17 декември 1915 г. „Бремен“ и миноносеца V191 се натъкват на руско минно поле. Близо до Виндау „Бремен“ удря две руски мини и потъва. Миноносецът е постигнат от същата съдба. По-голямата част от екипажа на крайцера загиват (250 души от екипажа)..

## Коментари
1. ↑  Префиксът „SMS“ е от на немски: Seiner Majestat Schiff (Кораб на Негово Величество).
2. ↑  Германските кораби при началото на тяхното строителство получават временни имена. За новите кораби се избират букви. Тези кораби, които трябва да заменят стари или загубени кораби получават приставката „Ерзац“ пред името на заменяемия кораб.
3. ↑  Съгласно номенклатурата на артилерията на флота на Германската империя „SK“ (Schnelladekanone) означава „скорострелно оръдие“, а L/40 означава сравнителната дължина на оръдието в калибри. В дадения случай L/40 означава, че дължината на оръдието съставлява 40 негови калибра (105 × 40).